# Nettokas
Nettokas is een kengetal dat thuishoort bij de liquiditeitsratio's uit de financiële analyse.
Nettokas is het verschil tussen het nettobedrijfskapitaal en de nettobedrijfskapitaalbehoefte. De nettokas kan tevens gedefinieerd worden als de som van de geldbeleggingen en de liquide middelen, verminderd met de financiële schulden op ten hoogste één jaar.
In normale gevallen is het nettobedrijfskapitaal positief en groter dan de (eveneens positieve) nettobedrijfskapitaalbehoefte, waardoor ook de nettokas positief blijft.